# Praça de São Marcos (Florença)

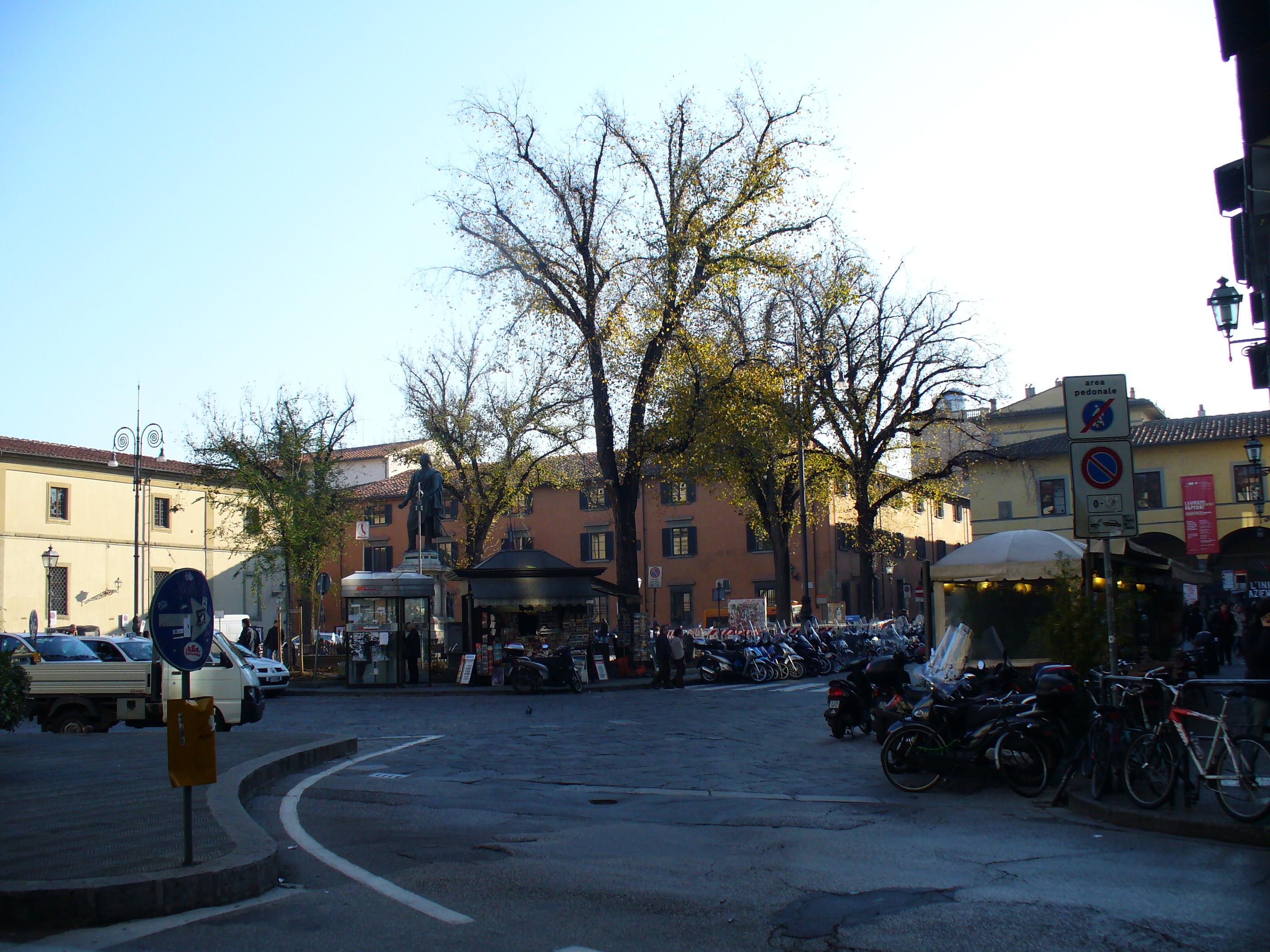
Piazza San Marco

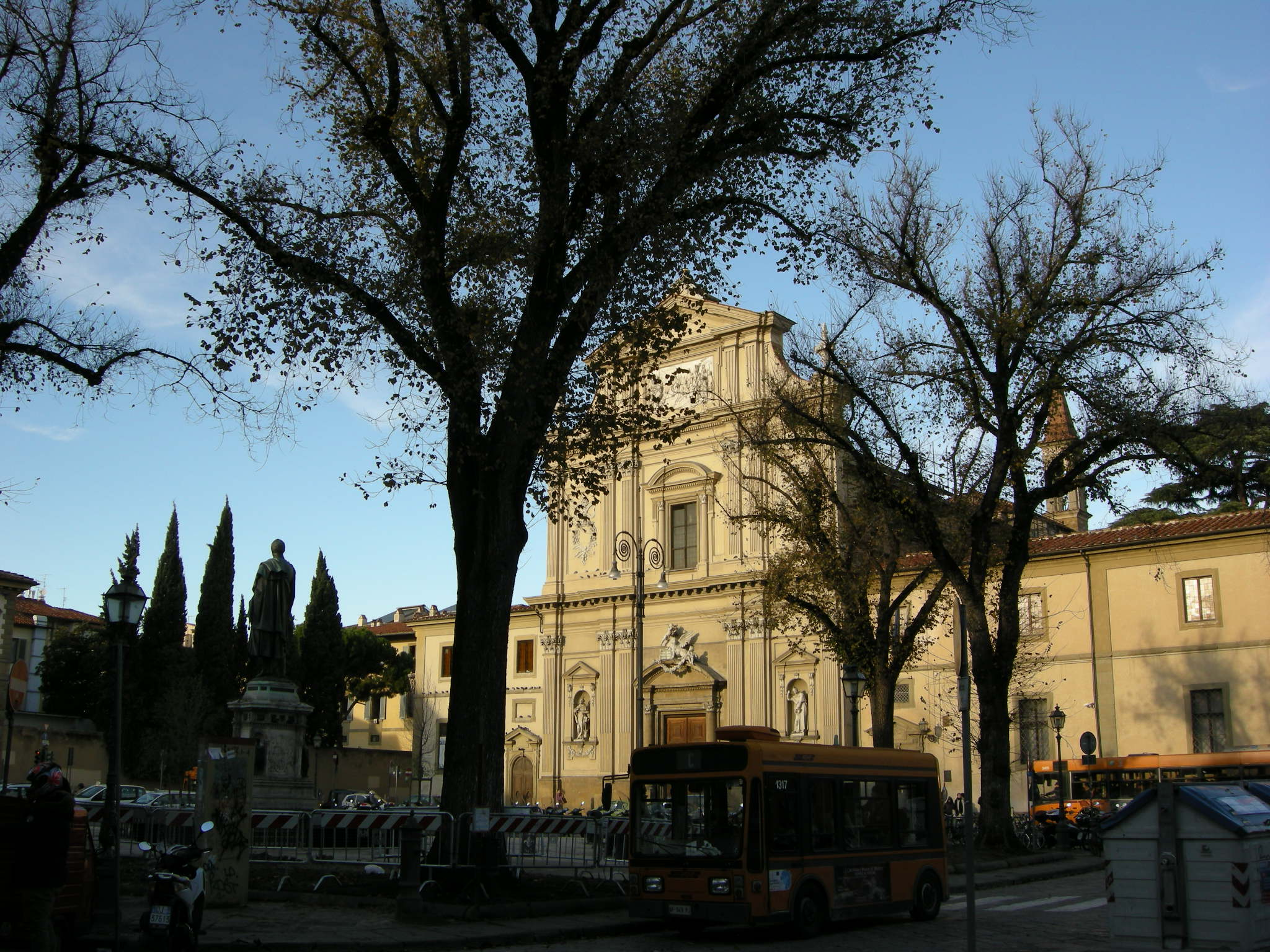
Fachada da Basílica de São Marcos

A Praça de São Marcos (em italiano:  Piazza San Marco) é uma praça de Florença, Itália. No centro da praça está o Monumento ao General Manfredo Fanti.
A praça data da primeira metade do Quattrocento, quando Cosme de Médici, o Velho, encomendou Michelozzo de edificar a igreja e o convento para os monges silvestrinos, que passou de seguida aos dominicanos vindos do mosteiro de San Domenico de Fiesole. Savonarola foi aí prior. A fachada foi terminada em estilo neoclássico em 1780.
Bianca Cappello viveu no número 21 quando chegou a Florença.
Os edifícios em volta da praça incluem vários pontos de interesse histórico e turístico:
- Museu Nacional de São Marcos
- Basílica de São Marcos
- Academia de Belas Artes de Florença
- Palazzina della Livia
- Bernardo Fallani